# St. Godehard (Vorst)

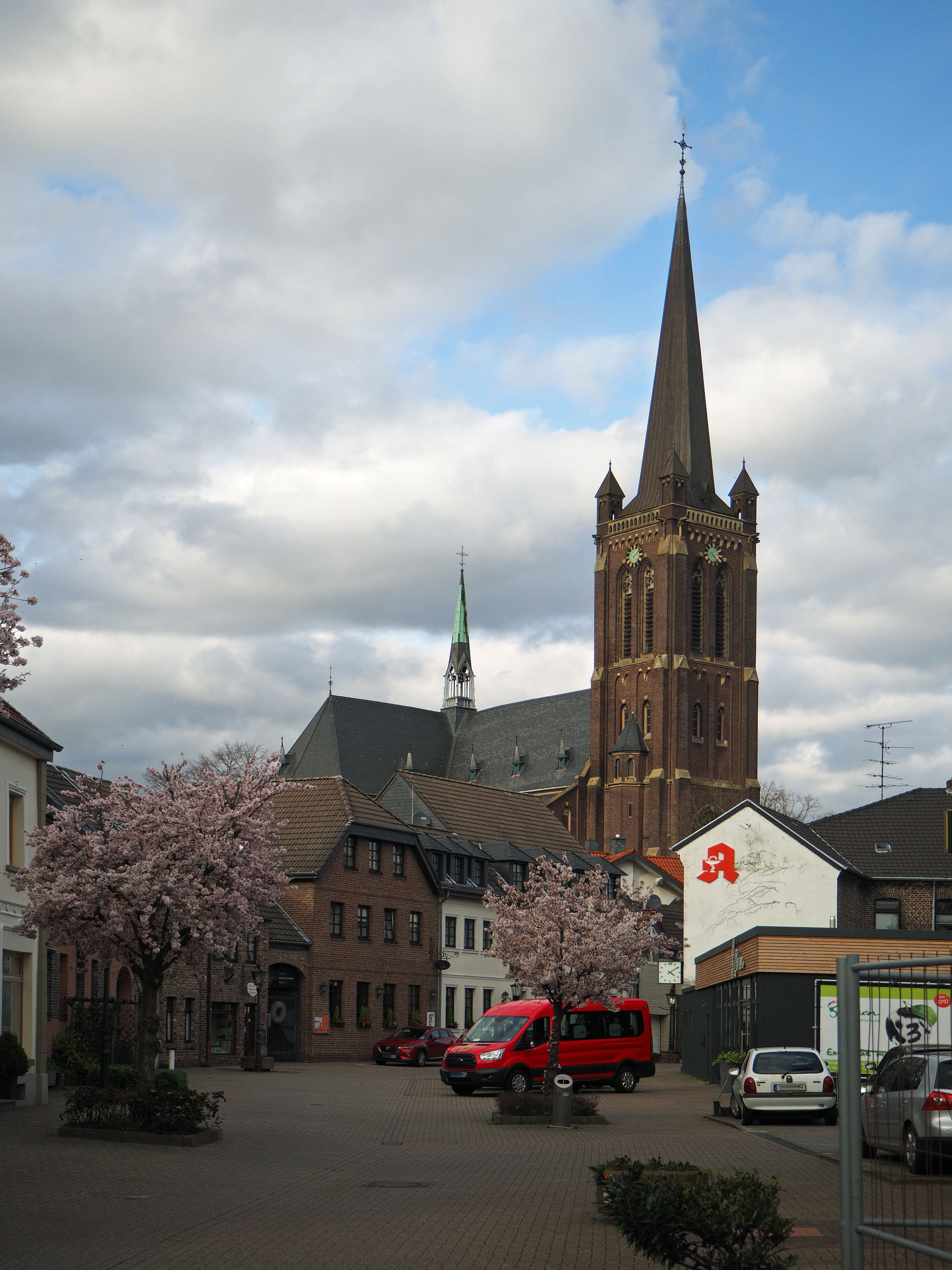
St. Godehard in Vorst

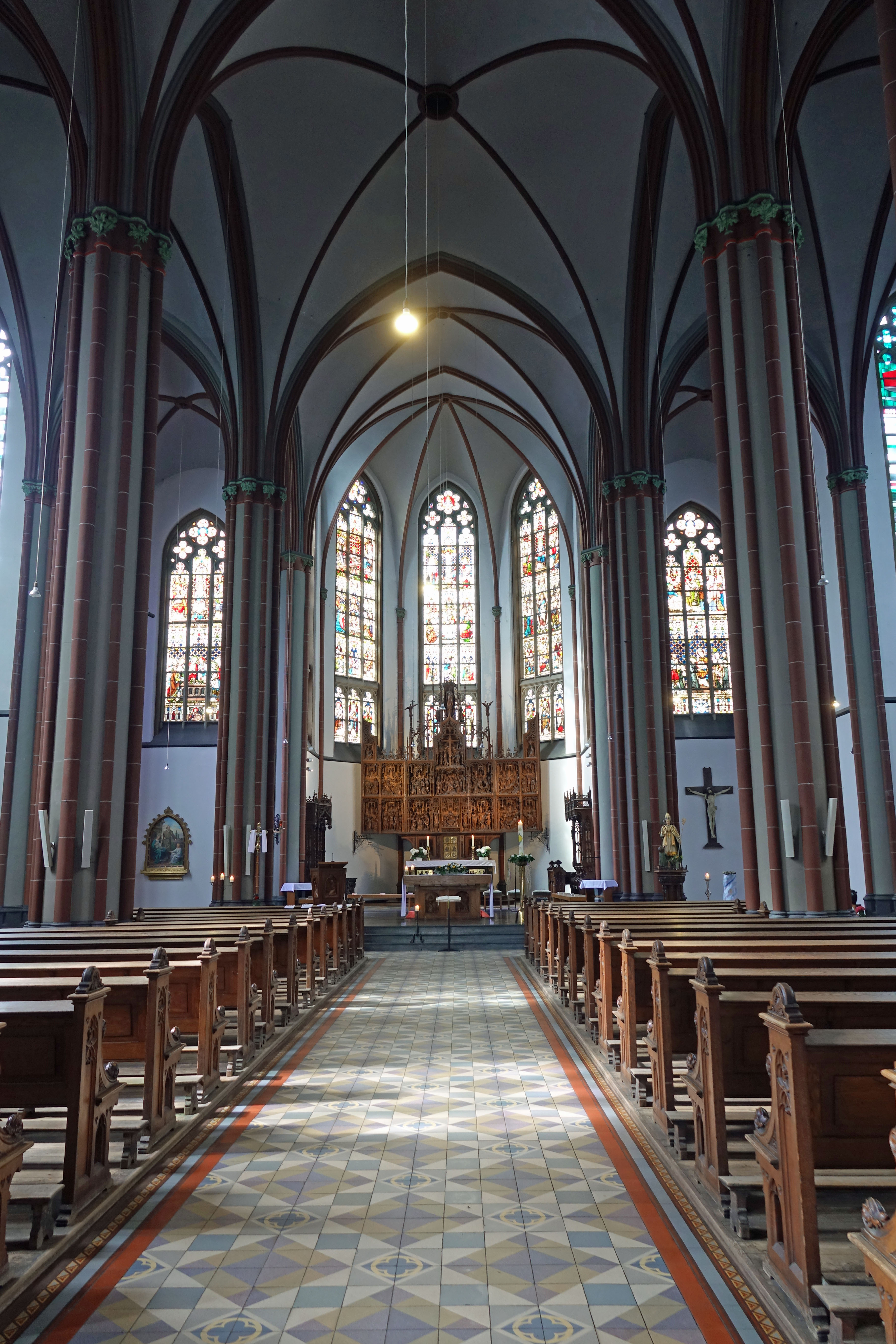
Innenraum

St. Godehard ist eine römisch-katholische Pfarrkirche in Vorst, einem Stadtteil von Tönisvorst im Kreis Viersen in Nordrhein-Westfalen. Die Kirche ist unter Nummer 45 in die Liste der Baudenkmäler in Tönisvorst eingetragen, steht unter dem Patronat des hl. Godehard von Hildesheim und wurde zwischen 1895 und 1896 nach Plänen von Julius Busch errichtet.
Zur Pfarre zählen neben Vorst auch Berschel, Graverdyk, Hahnenweide, Hecke, Hochbend, Huverheide, Kehn, Rath, die Reckenhöfe und der Unterschelthof.

## Geschichte
Vorst gehörte bis 1559 zur Pfarre St. Mariä Geburt Kempen und ist seitdem eigenständige Pfarrei. Eine dem hl. Bartholomäus gewidmete Kapelle bestand hier schon im 12. Jahrhundert. Die Reliquie des hl. Godehard soll bereits seit mindestens dem 13. Jahrhundert in Vorst sein, weshalb sich das Patronat zugunsten von Godehard änderte. Im Liber valoris aus dem 14. Jahrhundert wird eine Kapelle in Vorst aufgeführt. Das Kollationsrecht hatte der jeweilige Abt von Mönchengladbach bis zur Franzosenzeit inne.
Die im 14. Jahrhundert erwähnte Kirche war eine einschiffige romanische Saalkirche des 13. Jahrhunderts. Ende des 15. Jahrhunderts wurde dieser Bau mit Ausnahme des Turmes abgerissen und durch einen größeren, einschiffigen Bau aus Tuffstein ersetzt. Im 16. Jahrhundert fügte man ein nördliches Seitenschiff an.
Ende des 19. Jahrhunderts war die Gemeinde derart angewachsen, dass die kleine Kirche nicht mehr ausreichte. 1894 erfolgte der vollständige Abriss und an gleicher Stelle wurde zwischen 1895 und 1896 die heutige Pfarrkirche nach Plänen des Neusser Architekten Julius Busch erbaut. Die feierliche Kirchweihe war am 11. Oktober 1896.

## Baubeschreibung
St. Godehard ist eine dreischiffige Hallenkirche aus Backsteinen in Formen der Neugotik mit Querschiff, fünfseitig geschlossenem Chor im Norden und viergeschossigem Glockenturm im Süden. Über der Vierung erhebt sich zudem ein Dachreiter.

## Ausstattung
Aus der Bauzeit haben sich noch einige, vermutlich von Julius Busch entworfene Ausstattungsstücke erhalten. Hierzu zählen der von Bildhauer Ferdinand Langenberg reich geschnitzte Hochaltar aus dem Jahr 1902, das Chorgestühl, die Kirchenbänke, die Beichtstühle, der Marienaltar aus dem Jahr 1900 und die Kommunionbank. Die Orgel mit ihren 26 Registern ist ein Werk von Johannes Klais Orgelbau aus dem Jahr 1901.

## Pfarrer
Folgende Priester wirkten bislang als Pfarrer an St. Godehard:
- 1927–1934: Franz Faßbender
- 1934–1950: Friedrich Janßen
- 1950–1951: Heinrich Strang
- 1951–1965: Werner Eschweiler
- 1965–1973: Adolf Ernst
- 1973–1991: Johannes Schuurman
- 1991–2017: Ludwig Kamm
- seit 2017: Thomas Eicker